# You're the Inspiration: A Collection
You're the Inspiration: A Collection släpptes den 20 maj 1997, och är det sjätte studioalbumet av Peter Cetera och den andra albumet utgiven av River North Records. Det är inte riktigt en sammanställning av "Greatest Hits"-karaktär utan snarare en samling av tidigare inspelade duetter, några nya låtar och några inspelningar av gamla Chicagolåtar.

## Låtförteckning
1. "If You Leave Me Now" (med Waddy Wachtel på gitarr) – 4:21
2. "The Next Time I Fall" (med Amy Grant) – 3:40
3. "Do You Love Me That Much" – 3:38
4. "Feels Like Heaven" (med Chaka Khan) – 4:47
5. "You're the Inspiration" (med Az Yet) – 4:06
6. "I Wasn't the One (Who Said Goodbye)" (med Agnetha Fältskog) – 4:04
7. "She Doesn't Need Me Anymore" – 4:30
8. "Baby, What A Big Surprise" – 3:30
9. "(I Wanna Take) Forever Tonight" (med Crystal Bernard) – 4:34
10. "After All" (med Cher) – 4:04
11. "SOS" (med Ronna Reeves) – 4:05